# Yasmina Hernández
Yasmina Hernández est une ancienne joueuse de volley-ball espagnol, née le 24 avril 1984 à San Cristóbal de La Laguna. Elle mesure 1,86 m et jouait au poste d'attaquante. Elle a totalisė 73 sélections en équipe d'Espagne. Elle a terminé sa carrière en 2011.

## Clubs
| Club                         | De        | À         |
| ---------------------------- | --------- | --------- |
| Club Voleibol Tenerife       | 1998-1999 | 2002-2003 |
| CV Benidorm                  | 2003-2004 | 2003-2004 |
| Club Voleibol Aguere         | 2004-2005 | 2005-2006 |
| Universidad Valencia         | 2006-2007 | 2006-2007 |
| CV Albacete                  | 2007-2007 | 2007-2007 |
| Club Voleibol Diego Porcelos | 2007-2008 | 2007-2008 |
| Club Voleibol Tenerife       | 2008-2009 | 2008-2009 |
| Club Voleibol Aguere         | 2009-2010 | 2010-2011 |

## Palmarès
- Championnat d'Espagne
  - Vainqueur : 1999, 2000, 2002, 2010.
- Coupe d'Espagne
  - Vainqueur : 1999, 2000, 2001, 2002, 2003.
- Supercoupe d'Espagne
  - Vainqueur : 2002, 2008.